# Danny Henriques
Danny Agostinho Henriques (Rotterdam, 29 juli 1997)is een Nederlands voetballer van Portugese afkomst die als centrale verdediger voor de Roemeense voetbalclub FC U Craiova 1948 speelt.

## Carrière
Danny Henriques speelde van 2002 tot 2016 in de jeugd van Excelsior. Hierna speelde hij een jaar in Jong SC Cambuur, waarna hij naar Portugal vertrok om bij de amateurclub UD Vilafranquense te spelen. Na een oefenwedstrijd tegen Belenenses SAD, kreeg hij een contract aangeboden bij deze profclub. Hij speelt hier vooral in het tweede elftal. In 2020 zat hij voor het eerst bij de eerste selectie van Belenenses, en op 8 februari debuteerde hij in de met 0-2 verloren thuiswedstrijd tegen CD Santa Clara.

### Statistieken
| Seizoen                        | Club              | Land           | Competitie     | Competitie | Competitie | Beker | Beker | Totaal | Totaal |
| Seizoen                        | Club              | Land           | Competitie     | Wed.       | Dlp.       | Wed.  | Dlp.  | Wed.   | Dlp.   |
| ------------------------------ | ----------------- | -------------- | -------------- | ---------- | ---------- | ----- | ----- | ------ | ------ |
| 2017/18                        | UD Vilafranquense | Portugal       | CDP            | 6          | 0          | 0     | 0     | 6      | 0      |
| 2019/20                        | Belenenses SAD    | Portugal       | Primeira Liga  | 1          | 0          | 0     | 0     | 1      | 0      |
| Carrièretotaal                 | Carrièretotaal    | Carrièretotaal | Carrièretotaal | 7          | 0          | 0     | 0     | 7      | 0      |
| Bijgewerkt op 14 februari 2020 |                   |                |                |            |            |       |       |        |        |